# Carlos II Tocco
Carlos II Tocco (em italiano:  Carlo II Tocco) foi governante do Epiro de 1429 até 1448. Era filho de Leonardo II Tocco, irmão mais novo de Carlos I Tocco, o conde palatino de Condado palatino de Cefalônia e Zacinto, duque de Lêucade e governante do Epiro. Em 1424, Carlos II e suas irmãs foram adotadas por Carlo I. Sua irmã Madalena Tocco casou-se com o futuro imperador bizantino Constantino XI Paleólogo em 1428, mas morreu no ano seguinte.
Em julho de 1429, Carlos II sucedeu ao tio em todos os seus domínios, mas sofreu com a oposição dos filhos ilegítimos de Carlos liderados por Memnene. Ele e os irmãos apelaram ao sultão otomano Murade II para tentar assegurar a herança do pai e, contente com a oportunidade de intervir, o sultão enviou uma força militar liderada pelo general Sinan, que deu início às negociações com a facção anti-latina de Joanina e, depois de garantir os direitos dos nobres, conseguiu que a cidade se rendesse em 9 de outubro de 1430.
Carlos II continuou a governar sobre o resto de seu território no Epiro a partir de Arta como um vassalo otomano enquanto os filhos rebeldes do tio receberam domínios na Acarnânia na posição de dependentes otomanos. Carlos II morreu em outubro de 1448 e foi sucedido pelo filho, Leonardo III Tocco. Depois da conquista otomana, os territórios dos Tocco se transformaram num sanjaco chamado "Karlı İli", derivado de "Carlo II".

## Família
De seu casamento com Ramondina de Ventimiglia, Carlos teve quatro filhos:
- Leonardo III Tocco, que o sucedeu no Epiro.
- João Tocco (Giovanni)
- Antônio Tocco
- Elvira Tocco